# Кобленц, Александр Нафтальевич
Александр Нафтальевич Кобленц (3 сентября 1916, Рига — 8 декабря 1993, Берлин) — латвийский, ранее советский, шахматист, мастер спорта СССР (1945), заслуженный тренер СССР (1960).
Один из организаторов шахматного движения в Латвийской ССР. Директор республиканского шахматного клуба (1966—1972). Главный тренер республиканского Спорткомитета по шахматам (1966—1975).
В 1956—1960 годах тренер сборной СССР, в том числе на двух победных для советских игроков Олимпиадах.
Шахматный литератор, автор ряда книг и статей, многие из которых были переведены на немецкий язык. Тренер-секундант М. Таля (1955—1979).
Последние два года прожил в Германии, куда эмигрировал в 1991 году. Скончался 8 декабря 1993 года в Берлине.

## Спортивные достижения
| Год  | Город  | Турнир                   | + | − | = | Результат | Место |
| ---- | ------ | ------------------------ | - | - | - | --------- | ----- |
| 1937 | Рига   | Чемпионат Риги           |   |   |   | из        |       |
| 1941 |        | Чемпионат Латвийской ССР |   |   |   | из        |       |
| 1945 |        | Чемпионат Латвийской ССР |   |   |   | из        |       |
|      | Москва | 14-й чемпионат СССР      | 3 | 6 | 8 | 7 из 17   | 14    |
| 1946 |        | Чемпионат Латвийской ССР |   |   |   | из        |       |
| 1949 |        | Чемпионат Латвийской ССР |   |   |   | из        |       |
| 1951 | Рига   | Чемпионат Риги           |   |   |   | из        |       |
| 1979 | Рига   | Чемпионат Риги           |   |   |   | из        |       |

## Книги
- Жемчужины латышских шахмат. — Рига, 1937 (на латыш. Latvijas šacha pērles);
- Избранные партии советских мастеров. — Рига, 1947 (на латыш. Padomju šacha meistaru partijas);
- Триумф советского шахматного искусства. — Рига, 1949 (на латыш. Padomju šacha triumfs);
- Сицилианская защита. — Москва, 1955;
- Шахматная школа, 2 изд. — Рига, 1959 (на латышском языке);
- Школа шахматной игры. — Рига, 1962;
- Дорогами шахматных сражений. — Рига, 1963 (на латышском и русском языках);
- Рассказы о комбинациях. — Москва, 1970;
- Волшебный мир комбинаций, 2 изд. — Москва, 1980;
- Уроки шахматной стратегии. — Москва, 1983;
- Воспоминания шахматиста. — Москва, 1986.